# Ла-Побла-Торнеза
Ла-Побла-Торнеза, Пуебла-Торнеса (валенс. La Pobla Tornesa (офіційна назва), ісп. Puebla-Tornesa) — муніципалітет в Іспанії, у складі автономної спільноти Валенсія, у провінції Кастельйон. Населення — 1156 осіб (2010).

## Географія
Муніципалітет розташований на відстані близько 320 км на схід від Мадрида, 13 км на північ від міста Кастельйон-де-ла-Плана.

## Демографія
Динаміка населення (INE ):

## Галерея зображень

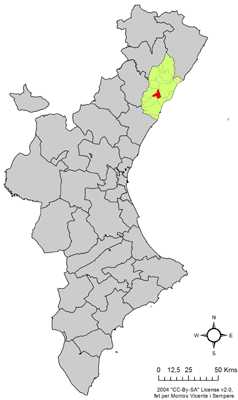
Розташування муніципалітету Ла-Побла-Торнеза у автономній спільноті Валенсія
Розташування муніципалітету Ла-Побла-Торнеза у комарці Плана-Альта